# Waterpolo als Jocs Olímpics d'estiu de 1948
Als Jocs Olímpics d'Estiu de 1948 celebrats a la ciutat de Londres (Regne Unit) es disputà una competició de waterpolo en categoria masculina. La competició se celebrà a l'Empire Pool del Wembley Arena entre els dies 28 de juliol i 7 d'agost de 1948.

## Comitès participants
Hi participaren un total de 155 waterpolistes de 18 comitès nacionals diferents:
| - Argentina (7) - Austràlia (10) - Bèlgica (8) - Egipte (8) - Espanya (8) - Estats Units (8) | - França (11) - Grècia (8) - Hongria (10) - Índia 89) - Itàlia (9) - Iugoslàvia (9) | - Països Baixos (9) - Regne Unit (8) - Suïssa (7) - Suècia (10) - Uruguai (8) - Xile (8) |

## Resum de medalles
| Prova     | Or | Plata | Bronze |
| Waterpolo | Itàlia Ermenegildo Arena · Emilio Bulgarelli · Pasquale Buonocore · Aldo Ghira · Mario Majoni · Geminio Ognio · Gianfranco Pandolfini · Tullo Pandolfini · Cesare Rubini | Hongria Jenő Brandi · Oszkár Csuvik · Dezső Fábián · Dezső Gyarmati · Endre Győrfi · Miklós Holop · László Jeney · Dezső Lemhényi · Károly Szittya · István Szívós | Països Baixos Cor Braasem · Hennie Keetelaar · Nijs Korevaar · Joop Rohner · Frits Ruimschotel · Piet Salomons · Frits Smol · Hans Stam · Ruud van Feggelen |

## Medaller
| Posició | País          | Or | Argent | Bronze | Total |
| 1       | Itàlia        | 1  | 0      | 0      | 1     |
| 2       | Hongria       | 0  | 1      | 0      | 1     |
| 3       | Països Baixos | 0  | 0      | 1      | 1     |

## Resultats

### Primera ronda
En la primera ronda cada equip s'enfronta amb la resta dels integrants del seu grup. Passen a la següent ronda els dos primers de cada grup.
Grup A
| Posició | Equip        | J | G | E | P | GF | GC | Pts |  | Bèlgica | Estats Units | Uruguai |
| ------- | ------------ | - | - | - | - | -- | -- | --- |  | ------- | ------------ | ------- |
| 1.      | Bèlgica      | 2 | 1 | 1 | 0 | 14 | 5  | 3   |  | X       | 4:4          | 10:1    |
| 2.      | Estats Units | 2 | 1 | 1 | 0 | 11 | 4  | 3   |  | 4:4     | X            | 7:0     |
| 3.      | Uruguai      | 2 | 0 | 0 | 2 | 1  | 17 | 0   |  | 1:10    | 0:7          | X       |

Grup B
| Posició | Equip   | J | G | E | P | GF | GC | Pts |  | Suècia | Espanya franquista | Suïssa |
| ------- | ------- | - | - | - | - | -- | -- | --- |  | ------ | ------------------ | ------ |
| 1.      | Suècia  | 2 | 2 | 0 | 0 | 10 | 2  | 4   |  | X      | 4:1                | 6:1    |
| 2.      | Espanya | 2 | 1 | 0 | 1 | 6  | 5  | 2   |  | 1:4    | X                  | 5:1    |
| 3.      | Suïssa  | 2 | 0 | 0 | 2 | 2  | 11 | 0   |  | 1:6    | 1:5                | X      |

Grup C
| Posició | Equip         | J | G | E | P | GF | GC | Pts |  | Països Baixos | Índia | Xile |
| ------- | ------------- | - | - | - | - | -- | -- | --- |  | ------------- | ----- | ---- |
| 1.      | Països Baixos | 2 | 2 | 0 | 0 | 26 | 1  | 4   |  | X             | 12:1  | 14:0 |
| 2.      | Índia         | 2 | 1 | 0 | 1 | 8  | 16 | 2   |  | 1:12          | X     | 7:4  |
| 3.      | Xile          | 2 | 0 | 0 | 2 | 4  | 21 | 0   |  | 0:14          | 4:7   | X    |

Grup D
| Posició | Equip      | J | G | E | P | GF | GC | Pts |  | Itàlia | SFR Yugoslavia | Austràlia |
| ------- | ---------- | - | - | - | - | -- | -- | --- |  | ------ | -------------- | --------- |
| 1.      | Itàlia     | 2 | 1 | 1 | 0 | 13 | 4  | 3   |  | X      | 4:4            | 9:0       |
| 2.      | Iugoslàvia | 2 | 1 | 1 | 0 | 16 | 7  | 3   |  | 4:4    | X              | 12:3      |
| 3.      | Austràlia  | 2 | 0 | 0 | 2 | 3  | 21 | 0   |  | 0:9    | 3:12           | X         |

Grup E
| Posició | Equip      | J | G | E | P | GF | GC | Pts |  | Hungary (1946-1949, 1956-1957) | Egypt 1922 | Regne Unit |
| ------- | ---------- | - | - | - | - | -- | -- | --- |  | ------------------------------ | ---------- | ---------- |
| 1.      | Hongria    | 2 | 2 | 0 | 0 | 16 | 4  | 4   |  | X                              | 5:2        | 11:2       |
| 2.      | Egipte     | 2 | 0 | 1 | 1 | 5  | 8  | 1   |  | 2:5                            | X          | 3:3        |
| 3.      | Regne Unit | 2 | 0 | 1 | 1 | 5  | 14 | 1   |  | 2:11                           | 3:3        | X          |

Grup F
| Posició | Equip     | J | G | E | P | GF | GC | Pts |  | França | Argentina | Greece (1828-1978) |
| ------- | --------- | - | - | - | - | -- | -- | --- |  | ------ | --------- | ------------------ |
| 1.      | França    | 2 | 2 | 0 | 0 | 11 | 2  | 4   |  | X      | 4:1       | 7:1                |
| 2.      | Argentina | 2 | 1 | 0 | 1 | 7  | 6  | 2   |  | 1:4    | X         | 6:2                |
| 3.      | Grècia    | 2 | 0 | 0 | 2 | 3  | 13 | 0   |  | 1:7    | 2:6       | X                  |

### Segona ronda
En la segona ronda cada equip s'enfronta als membres del seu grup, que prèviament no s'han enfrontat entre ells en el campionat. Els dos primers equips de cada grup passa a semifinals. Els resultats en cursiva són els mantinguts de la primera ronda.
Grup G
| Posició | Equip        | J | G | E | P | GF | GC | Pts |  | Suècia | Bèlgica | Estats Units |
| ------- | ------------ | - | - | - | - | -- | -- | --- |  | ------ | ------- | ------------ |
| 1.      | Suècia       | 2 | 1 | 1 | 0 | 8  | 1  | 3   |  | X      | 1:1     | 7:0          |
| 2.      | Bèlgica      | 2 | 0 | 2 | 0 | 5  | 5  | 2   |  | 1:1    | X       | 4:4          |
| 3.      | Estats Units | 2 | 0 | 1 | 1 | 4  | 11 | 1   |  | 0:7    | 4:4     | X            |

Grup H
| Posició | Equip         | J | G | E | P | GF | GC | Pts |  | Països Baixos | Espanya franquista | Índia |
| ------- | ------------- | - | - | - | - | -- | -- | --- |  | ------------- | ------------------ | ----- |
| 1.      | Països Baixos | 2 | 2 | 0 | 0 | 17 | 3  | 4   |  | X             | 5:2                | 12:1  |
| 2.      | Espanya       | 2 | 1 | 0 | 1 | 13 | 6  | 2   |  | 2:5           | X                  | 11:1  |
| 3.      | Índia         | 2 | 0 | 0 | 2 | 2  | 23 | 0   |  | 1:12          | 1:11               | X     |

Grup I
| Posició | Equip      | J | G | E | P | GF | GC | Pts |  | Itàlia | Hungary (1946-1949, 1956-1957) | SFR Yugoslavia |
| ------- | ---------- | - | - | - | - | -- | -- | --- |  | ------ | ------------------------------ | -------------- |
| 1.      | Itàlia     | 2 | 1 | 1 | 0 | 8  | 7  | 3   |  | X      | 4:3                            | 4:4            |
| 2.      | Hongria    | 2 | 1 | 0 | 1 | 6  | 5  | 2   |  | 3:4    | X                              | 3:1            |
| 3.      | Iugoslàvia | 2 | 0 | 1 | 1 | 5  | 7  | 1   |  | 4:4    | 1:3                            | X              |

Grup J
| Posició | Equip     | J | G | E | P | GF | GC | Pts |  | França | Egypt 1922 | Argentina |
| ------- | --------- | - | - | - | - | -- | -- | --- |  | ------ | ---------- | --------- |
| 1.      | França    | 2 | 1 | 1 | 0 | 7  | 4  | 3   |  | X      | 3:3        | 4:1       |
| 2.      | Egipte    | 2 | 0 | 2 | 0 | 7  | 7  | 2   |  | 3:3    | X          | 4:4       |
| 3.      | Argentina | 2 | 0 | 1 | 1 | 5  | 8  | 1   |  | 1:4    | 4:4        | X         |

### Semifinals
Els equips són agrupats en dos grups i es realitzen tres partits en cada grup entre aquells equips que encara no s'havien enfrontat. Els dos primers de cada grup passen a la ronda final. Els resultats previs de les altres rondes són mostrats en cursiva.
Grup K
| Posició | Equip         | J | G | E | P | GF | GC | Pts |  | Països Baixos | Bèlgica | Suècia | Espanya franquista |
| ------- | ------------- | - | - | - | - | -- | -- | --- |  | ------------- | ------- | ------ | ------------------ |
| 1.      | Països Baixos | 3 | 2 | 1 | 0 | 13 | 8  | 5   |  | X             | 3:3     | 5:3    | 5:2                |
| 2.      | Bèlgica       | 3 | 1 | 2 | 0 | 8  | 5  | 4   |  | 3:3           | X       | 1:1    | 4:1                |
| 3.      | Suècia        | 3 | 1 | 1 | 1 | 8  | 7  | 3   |  | 3:5           | 1:1     | X      | 4:1                |
| 4.      | Espanya       | 3 | 0 | 0 | 3 | 4  | 13 | 0   |  | 2:5           | 1:4     | 1:4    | X                  |

Grup L
| Posició | Equip   | J | G | E | P | GF | GC | Pts |  | Itàlia | Hungary (1946-1949, 1956-1957) | França | Egypt 1922 |
| ------- | ------- | - | - | - | - | -- | -- | --- |  | ------ | ------------------------------ | ------ | ---------- |
| 1.      | Itàlia  | 3 | 3 | 0 | 0 | 14 | 6  | 6   |  | X      | 4:3                            | 5:2    | 5:1        |
| 2.      | Hongria | 3 | 2 | 0 | 1 | 13 | 10 | 4   |  | 3:4    | X                              | 5:4    | 5:2        |
| 3.      | França  | 3 | 0 | 1 | 2 | 9  | 13 | 1   |  | 2:5    | 4:5                            | X      | 3:3        |
| 4.      | Egipte  | 3 | 0 | 1 | 2 | 6  | 13 | 1   |  | 1:5    | 2:5                            | 3:3    | X          |

### Ronda final
Els quatre equips s'enfronten en un mateix grup, es disputen partits entre aquells que encara no s'havien enfrontat prèviament. Els resultats de les anteriors rondes són tinguts en compte per elavaorar la taula final i són mostrats en cursiva.
Grup Final
| Posició | Equip         | J | G | E | P | GF | GC | Pts |  | Itàlia | Hungary (1946-1949, 1956-1957) | Països Baixos | Bèlgica |
| ------- | ------------- | - | - | - | - | -- | -- | --- |  | ------ | ------------------------------ | ------------- | ------- |
| 1.      | Itàlia        | 3 | 3 | 0 | 0 | 12 | 7  | 6   |  | X      | 4:3                            | 4:2           | 4:2     |
| 2.      | Hongria       | 3 | 1 | 1 | 1 | 10 | 8  | 3   |  | 3:4    | X                              | 4:4           | 3:0     |
| 3.      | Països Baixos | 3 | 0 | 2 | 1 | 9  | 11 | 2   |  | 2:4    | 4:4                            | X             | 3:3     |
| 4.      | Bèlgica       | 3 | 0 | 1 | 2 | 5  | 10 | 1   |  | 2:4    | 0:3                            | 3:3           | X       |

## Classificació final
| Pos.  | Nació |
| ----- | --- |
| 1     | Itàlia |
|       | Entrenador: Pino Valle Ermenegildo Arena Emilio Bulgarelli Pasquale Buonocore Aldo Ghira Mario Majoni Geminio Ognio Gianfranco Pandolfini Tullo Pandolfini Cesare Rubinijugadors reserves Luigi Fabiano Alfredo Toribolo                                                                           |
| 2     | Hongria |
|       | Jenő Brandi (Vasas Budapest) Oszkár Csuvik (MTK) Dezső Fábián (FTC) Dezső Gyarmati (UTE) Endre Győrfi (MAFC) Miklós Holop (MAFC) László Jeney (Vasas Budapest) Dezső Lemhényi (UTE) Károly Szittya (UTE) István Szívós (MTK)Pál Pók (Egri Szakszervezeti TK)                                       |
| 3     | Països Baixos |
|       | Entrenador: Frans Kuypers Cor Braasem Hennie Keetelaar Nijs Korevaar Joop Rohner Frits Ruimschotel Piet Salomons Frits Smol Hans Stam Ruud van Feggelen jugadors reserves Joop Cabout Theo Smael                                                                                                   |
| 4     | BèlgicaHenri De Pauw · Théo-Léo De Smet · Emile D'Hooge · Fernand Isselé · Georges Leenheere · Alphonse Martin · Paul Rigaumont · Willy Simons |
| 5     | SuèciaFolke Eriksson (Västerås SS) · Knut Gadd (IF Elfsborg) · Erik Holm (SoIK Hellas) · Olle Johansson (IF Elfsborg) · Åke Julin (Stockholms KK) · Rolf Julin (Stockholms KK) · Arne Jutner (SoIK Hellas) · Rune Öberg (SoIK Hellas) · Olle Ohlson (SoIK Hellas) · Roland Spångberg (SoIK Hellas) |
| 6     | FrançaJacques Bermyn · Jacques Berthe · François Debonnet · Roger Dewasch · Marco Diener · Robert Himgi · Robert le Bras · Maurice Lefèbvre · Raymond Massol · Marcel Spilliaert · Jacques Viaene                                                                                                  |
| 7     | EgipteTaha Youssef el Gamal · Dori Abdel Kader el Sayed · Samir Ahmed Gharbo · Mohamed Haraga · Mohamed Hemmat · Mohamed Khadry · Mohamed Abdel Aziz Khalifa · Ahmed Fouad Nessim |
| 8     | EspanyaEntrenador: Bandy Zolyomy · Francesc Castillo · Carles Falp · Carles Martí · Agustí Mestres · Josep Oriol Pujol · Àngel Sabata · Valentí Sabaté · Joan SerraFederico Salvadores |
| 9-12  | IugoslàviaJuraj Amšel · Veljko Bakašun · Marko Brainović · Luka Ciganović · Ivo Đovaneli · Božo Grkinić · Zdravko Kovačić · Ivica Kurtini · Ivo ŠtakulaŽeljko Radić · Saša Strmac |
| 9-12  | ArgentinaOsvaldo Codaro · Anibál Filiberti · Rubén Maidana · Hugo Prono · Ladislao Szabo · Marcelo Visentín · Carlos VisentínLuis Díez · Ladislao Fijaldauskas · Mario Sebastián · Francisco Trimboli                                                                                              |
| 9-12  | Estats UnitsKenneth Beck · Bob Bray · Ralph Budelman · Lee Case · Devere Christensen · Harold Dash · Dixon Fiske · Edward Bruce KnoxJohn Miller · Donald Tierney · Frank Walton |
| 9-12  | ÍndiaJ. Ahir · S. N. Chatterjee · Ajoy Chatterjee · Suhas Chatterjee · D. Das · J. Dass · Isaac Abraham Mansoor · D. Murarji · Sachindra Nath Nag · G. Seal |
| 13-18 | Regne UnitCharles William Brand · Roy Garforth · Robert Gentleman · Peter Hardie · Ian Thompson Johnston · Trevor J. Lewis · David Murray · Reginald PotterJohn Jones · Robert Mitchell · G. F. Weber                                                                                              |
| 13-18 | SuïssaAndré Grosjean · Edouard Hauser · Georges Hauser · Heinrich Keller · Erwin Klumpp · Tristan Sauer · René Weibel |
| 13-18 | GrèciaRichardos Brousalis · Nikolaos Melanofidis · Alexandros Monastiriotis · Emmanuel Papadopoulos · Ioannis Papastefanou · Dimitrios Provatopoulos · Dimosthenis Stabolis · Dimitrios Zografos                                                                                                   |
| 13-18 | UruguaiRamón Abella · Juan L. Bucetta Pérez · Raúl M. Castro Nilson · Julio César Costemalle · Juan López · Osvaldo Mariño Fernández · Enrique Pereira Kliche · Leonel Gabriel Píriz |
| 13-18 | XileLuis Aguirrebeña · Pedro Aguirrebeña · Isaac Froimovich Schejter · A. Hurtado Vargas · O. Martínez Jara · J. Salah Jaque · T. Salah Jaque · S. Tornvall |
| 13-18 | AustràliaArthur Burge · Roger Cornforth · Benjamin Dalley · Herman Doerner · Jack Ferguson · Leon Ferguson · Colin French · Eric Johnston · Jack King · Les McKay |